# Sellnickochthonius rostratus
Sellnickochthonius rostratus är en kvalsterart som först beskrevs av Arthur P. Jacot 1936.  Sellnickochthonius rostratus ingår i släktet Sellnickochthonius och familjen Brachychthoniidae. Inga underarter finns listade i Catalogue of Life.